# Elman Peace and Human Rights Center
L’Elman Peace and Human Rights Center è un'organizzazione non governativa con sede a Mogadiscio, in Somalia. È stata fondata da Fartuun Adan in onore del defunto marito Elman Ali Ahmed, imprenditore locale e attivista per la pace. Adan è direttrice esecutiva della ONG, mentre la figlia Ilwad lavora al suo fianco L'organizzazione è stata fondata nel 1990 ed è dedicata a promuovere la pace, coltivando la leadership e dando potere alle fasce emarginate della società di essere responsabili delle decisioni nei processi che garantiscono il loro benessere.
Ilwad aiuta anche a gestire Sorella Somalia, una filiale dell'Elman Peace and Human Rights Center. Primo programma del paese per l'assistenza alle vittime della violenza di genere, fornisce consulenza, assistenza sanitaria e alloggio alle donne bisognose. Il lavoro di Elman ha contribuito a sensibilizzare a livello locale sulla questione e ha incoraggiato i cambiamenti nella politica del governo. Ilwad ha anche organizzato seminari educativi attraverso il centro per i membri vulnerabili della società e ha progettato e realizzato progetti che promuovono opportunità di sostentamento alternative per giovani e anziani.

## Programmi
Elman Peace Center ha programmi gratuiti al 100% e la priorità viene data ai membri più vulnerabili della comunità. I programmi includono tra le altre: Drop the gun pick up the pen, Sorella Somalia, Terapia dell'oceano, Attivista di prima linea, Pari voci, Lei lo farà.